# Troc (groupe)
Troc est un groupe éphémère de jazz fusion français. Le groupe est éphémère, actif entre 1971 et 1973, puis entre 2011 et 2015, publiant un premier nouvel album, Troc 2011, presque 30 ans après leur première séparation.

## Biographie
Troc est formé en 1971 par le batteur André Ceccarelli. La première formation était composée d'Alex Ligertwood au chant, Jannick Top à la basse, Henri Giordano au piano électrique et Jacky Giraudo à la guitare électrique. Le groupe sort un album du même nom en 1972. Au début de 1973, Jannick Top (en partance pour Magma) sera remplacé par Francis Moze, et Jacky Giraudo par Claude Engel, (tous deux anciens membres de Magma). Cette formation ne sortira qu'un seul 45 tours avec les morceaux Old Man River et May Be Tomorrow Not Today.
Le groupe se sépare en 1973. Selon l'Encyclopédie du Rock, « bien qu’éphémère, Troc est considéré comme un des meilleurs jazz rock band français ». Après cette première séparation, André Ceccarelli sort 3 albums sous son nom dans les années 1970. Jannick Top intègre Magma en 1973 et 1974, puis Fusion avant de participer à l’unique album de Nyl. Alex Ligertwood devient le chanteur de Santana. Francis Moze joue dans Rhesus O, accompagne notamment Bernard Lavilliers et Jacques Higelin, et publie en 1982 son unique album solo intitulé Naissance.
Troc groupe se reforme presque 30 ans après sa séparation, et publie en octobre 2011 l'album Troc 2011 au label Universal. En 2015, ils publient l'album Crosstalk.

## Style musical
Le style musical de Troc est un mélange savant de jazz, de soul, de rock et de blues. Le tout est accompagné par la voix d'Alex Ligertwood que l'on retrouvera par la suite au sein de Santana 17 années durant. Leur style est proche de celui de Weather Reaport.

## Membres

### Derniers membres
- André Ceccarelli — batterie, compositions (1971—1973, 2011—2015)
- Alex Ligertwood — chant (1971—1973, 2011—2015)
- Jannick Top — basse (1971—1973, 2011—2015)
- Claude Engel — Guitare électrique (1971—1973, CD 2011)
- Éric Legnini (CD 2011)
- Julien Mazzariello — piano électrique (2011—2015)
- Amaury Filliard — guitare électrique (2011—2015)

### Anciens membres
- Francis Moze — basse
- Henri Giordano — piano électrique
- Jacky Giraudo — guitare électrique

## Discographie
- 1971 : Old Man River (Cy Records)
- 1973 : Troc (Cy Records)
- 2011 : Troc 2011 (Universal)
- 2015 : Crosstalk (Just Looking Productions)